# Chiesa di San Giuseppe Lavoratore (Mottola)
La chiesa di San Giuseppe Lavoratore è un edificio religioso di Mottola.

## Storia
Il 2 ottobre 1949, su suolo donato da Giuseppe Lemarangi e per volontà di don Giuseppe De Carlo, viene iniziata l'edificazione della chiesa. Tra il 1950 e il 1960, le messe erano celebrate nella cripta adiacente all'attuale chiesa sempre da Don Giuseppe De Carlo. Nel 1960 il vescovo di Castellaneta Nicola Riezzo, chiese di interrompere il culto in quanto era arrivata una svolta nei lavori di edificazione. Tra il 1961 e il 1964 vengono svolti i lavori che porteranno alla nascita della chiesa con annessa casa canonica. Terminati i lavori, viene elevata a dignità di parrocchia nel 1964 ed il primo parroco sarà don Franco Francavilla. Sempre in questo anno, Riezzo consacra la chiesa.